# Rice & Curry
Rice & Curry er det første studiealbum fra den dansk-svenske bubblegum dance-musiker Jonny Jakobsen. Albummet blev udgivet under hans pseudonym Dr. Bombay i 1998.
Albummet oplevede mindre kontroverser ved udgivelsen, forårsaget af negative reaktioner over de karikerede etniske temaer af den indiske regering, men der blev ikke fulgt op med sagsanlæg.
To af albummets numre er brugt i Beatmania IIDX-serien af computerspil og et er inkluderet i spillet Samba de Amigo fra 2000.

## Spor
1. "Intro" – 0:38
2. "Dr Boom-Bombay" – 3:22
3. "Calcutta (Taxi Taxi Taxi)" – 3:19
4. "Rice & Curry" – 3:13
5. "Safari" – 3:23
6. "S.O.S (The Tiger Took My Family)" – 3:26
7. "Holabaloo" – 3:04
8. "Shaky Snake" – 3:03
9. "Girlie Girlie" – 3:10
10. "My Sitar" – 3:04
11. "Indy Dancing" – 3:18
12. "Outro" – 2:11

## Musikvideoer
Der blev fremstillet fire musikvideoer til sangene fra albummet. Alle videoerne blev senere udgivet med Jakobsens første opsamlingsalbum, The Hits. Der blev indspillet videoer til følgende sange:
1. "Calcutta (Taxi Taxi Taxi)"
2. "Rice & Curry"
3. "S.O.S (The Tiger Took My Family)"
4. "Girlie Girlie"

## Hitlister
Rice & Curry blev Jakobsens første store succes, og toppede som #1 i Sverige.
| Hitliste (1998) | Højeste placering |
| --------------- | ----------------- |
| Sverige         | 1                 |
| Finland         | 2                 |
| Norge           | 2                 |
| Danmark         | 1                 |